# Kincardine (Sutherland)
Pour les articles homonymes, voir Kincardine.
Kincardine (en gaélique écossais : Cinn Chàrdainn) est un village d'Écosse dans le Sutherland. 

## Géographie
Il est situé à environ 25 km à l'ouest-nord-ouest de Tain, à l'extrémité ouest de la rive sud du Dornoch Firth .

## Histoire
Le village faisait partie de l'ancien comté de Ross and Cromarty.
Montrose y perd sa dernière bataille en 1650. 